# راونو میتینن

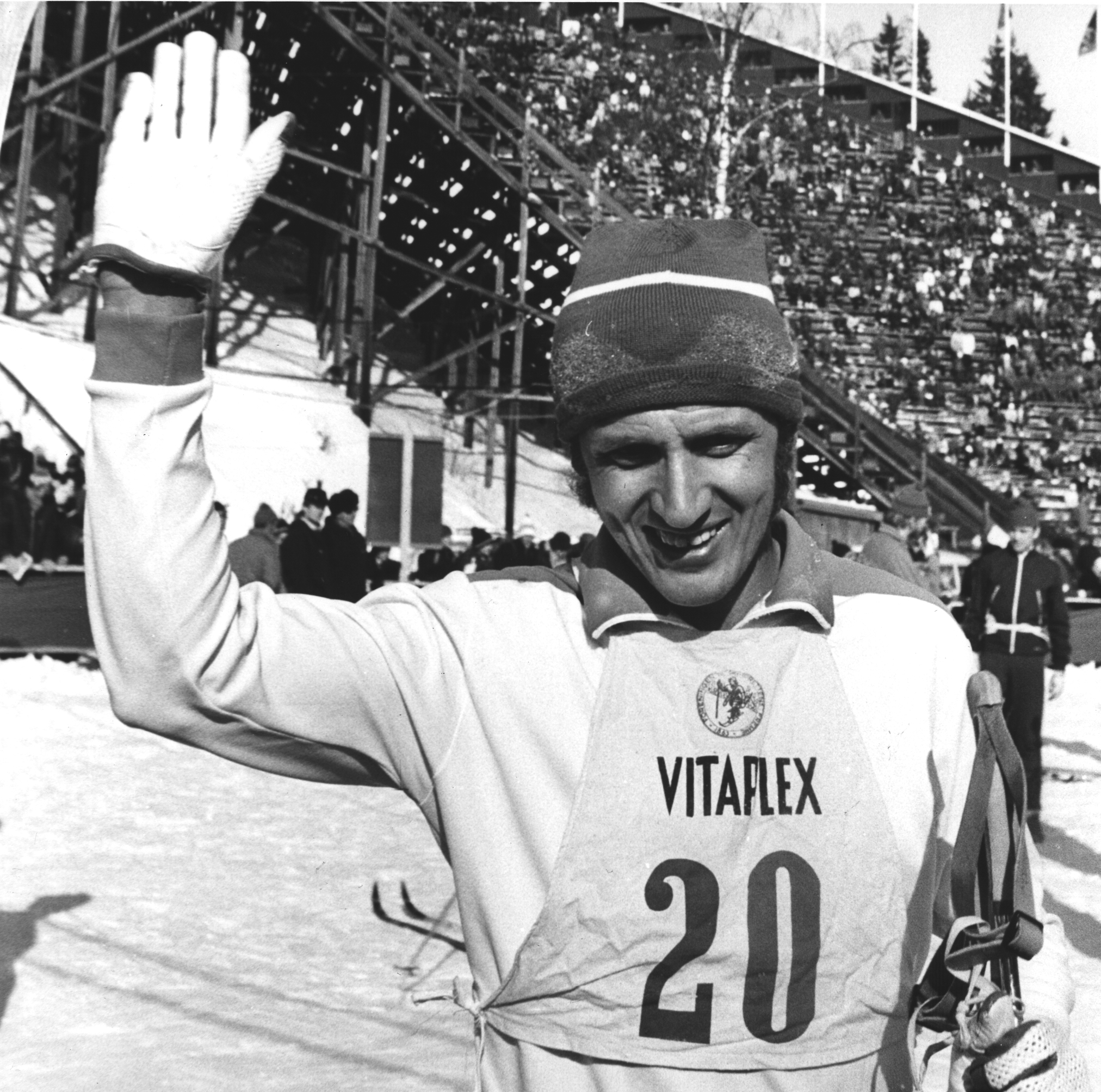
راونو میتینن - ۱۹۷۲

راونو میتینن (فنلاندی: Rauno Miettinen؛ زادهٔ ۲۵ مهٔ ۱۹۴۹) اسکی‌باز پرش اهل فنلاند است.